# Partia Socjalistów-Rewolucjonistów

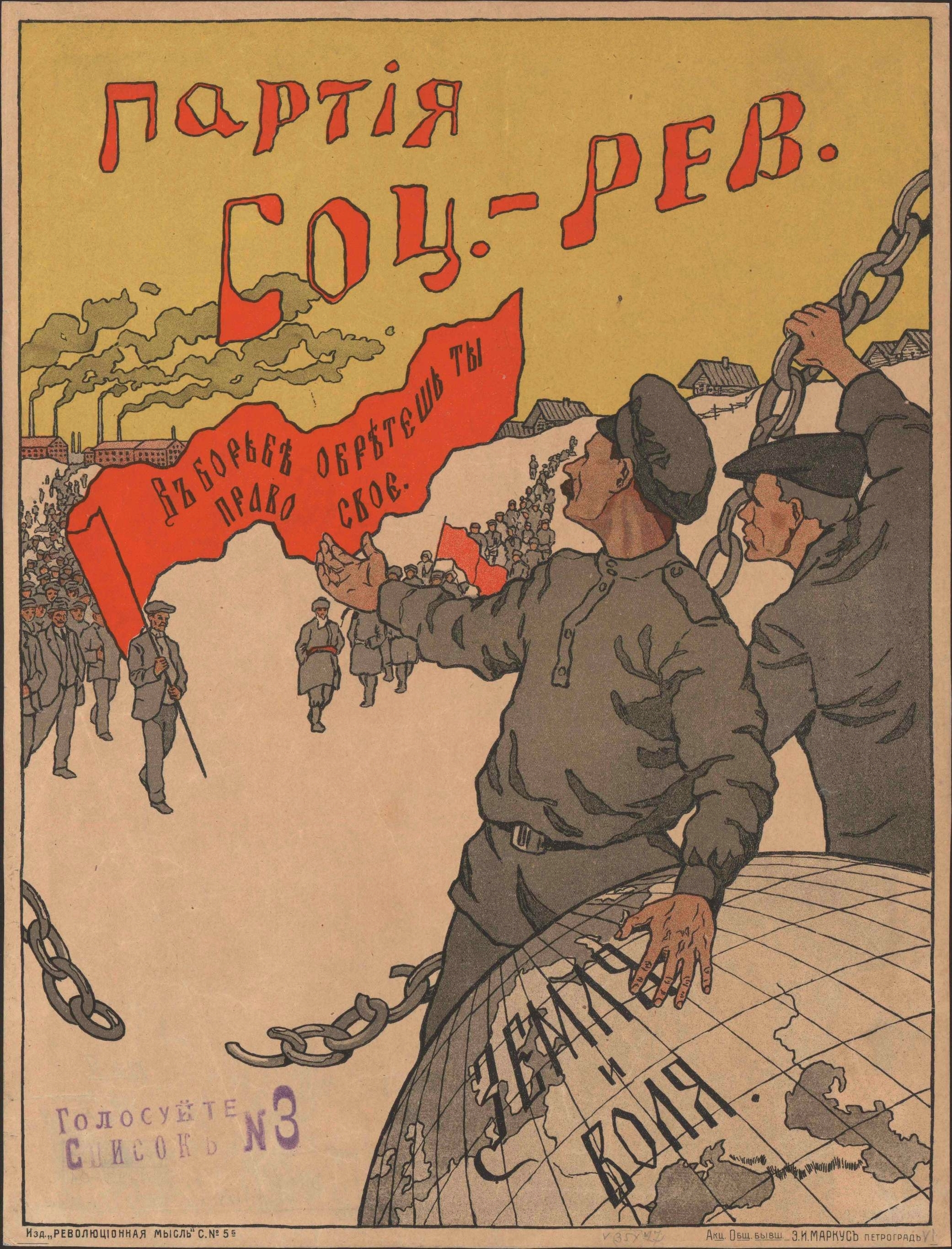
Plakat eserowców (1917)

Partia Socjalistów-Rewolucjonistów (ros. Партія Соціалистовъ-Революціонеровъ, ПСР), in. eserowcy, eserzy (ros. эсеры, od skrótu nazwy: SR) – rosyjska socjalistyczna partia polityczna założona w 1901 przez rewolucjonistów wywodzących się z tzw. narodników. Do rewolucji lutowej i obalenia caratu była nielegalna; po przewrocie bolszewickim (rewolucji październikowej) została ponownie zdelegalizowana przez bolszewików.

## Historia
Program partii przewidywał przekształcenie Rosji w republikę demokratyczną, w której dominowałaby klasa chłopska. Partia domagała się także socjalizacji ziemi (tzn. przekazania decyzji o sposobie jej użytkowania wspólnotom wiejskim) i konfiskaty ziemi obszarniczej. Ważnym składnikiem partii była Organizacja Bojowa stosująca terror (gł. zamachy na wysokich urzędników carskich) oraz odgrywająca znaczącą rolę w rewolucji 1905 roku. Umiarkowana, legalna gałąź była określana jako trudowicy.
Przywódcy i ważni działacze:
- Wiktor Czernow – główny ideolog socjalistów-rewolucjonistów, minister rolnictwa w Rządzie Tymczasowym, przewodniczący Wszechrosyjskiego Zgromadzenia Ustawodawczego (Konstytuanty Rosji)
- Jekatierina Brieszko-Brieszkowska
- Nikołaj Awksientjew
- Grigorij Gerszuni
- Nikołaj Czajkowski
- Pitirim Sorokin
- Jewno Azef – organizator wielu zamachów, zdemaskowany jako agent Ochrany
- Boris Sawinkow – czołowy działacz Organizacji Bojowej
- Aleksander Kiereński – minister sprawiedliwości, minister wojny, premier Rządu Tymczasowego

Po rewolucji lutowej i obaleniu caratu partia wyszła z podziemia i zaczęła odgrywać dużą rolę polityczną. Eserowiec Aleksander Kiereński został ministrem sprawiedliwości, w maju 1917 ministrem wojny, a od 21 lipca 1917 premierem Rządu Tymczasowego. Wiktor Czernow otrzymał w maju 1917 tekę ministra rolnictwa, Nikołaj Awksientjew ministra spraw wewnętrznych, Borys Sawinkow wiceministra wojny i marynarki, ale faktycznie od lipca 1917 kierował ministerstwem, którego szefem do 14 września 1917 formalnie pozostawał Kiereński. Prowadzona przez Rząd Tymczasowy polityka kontynuacji udziału w I wojnie światowej spowodowała spadek popularności partii wśród robotników i żołnierzy, a choć nadal popierały ją masy chłopskie, w partii nastąpił rozłam. Frakcja lewicowych eserowców, kierowana przez Marię Spiridonową i Borysa Kamkowa, opowiadająca się za natychmiastowym zakończeniem wojny, przeszła do opozycji wobec Rządu Tymczasowego, w którym zasiadali ministrowie partii S-R.
W jedynych wolnych wyborach do rozpędzonej później przez bolszewików Konstytuanty w listopadzie 1917 roku eserowcy uzyskali 17 943 000 głosów (41%) – prawie dwa razy więcej głosów niż bolszewicy (10 661 000 głosów – 24%, na drugim miejscu). Zdobyli jednak głównie głosy chłopów. W miastach mieli niewielkie poparcie – nie wygrali wyborów w żadnej z 38 stolic gubernialnych, ustępując zarówno bolszewikom, jak i kadetom).
Przewrót bolszewicki (rewolucja październikowa) został przeprowadzony z poparciem lewicowych eserowców, wbrew stanowisku partii weszli oni do Tymczasowej Rady Komisarzy Ludowych w grudniu 1917, natomiast „prawicowi” organizowali opór wobec bolszewików w czasie wojny domowej, zachowując dystans wobec przywódców „białych”. Po rozpędzeniu Konstytuanty przez bolszewików eserowscy deputowani do Konstytuanty utworzyli w Samarze tzw. Komucz, a następnie Dyrektoriat Ufijski, obalony 17 listopada 1918 przez zamach stanu, który wyniósł do władzy admirała Aleksandra Kołczaka. W 1919 r., wobec kolejnych klęsk wojsk Kołczaka w walkach z Armią Czerwoną, syberyjscy eserowcy podjęli próbę reorganizacji. W listopadzie 1919 r. wspólnie z mienszewikami powołali w Irkucku Centrum Polityczne, które zorganizowało na przełomie grudnia-stycznia 1919-1920 r. udane powstanie zbrojne w Irkucku. W jego rezultacie rząd Kołczaka, pozbawiony poparcia tak z zagranicy, jak ze strony Korpusu Czechosłowackiego, przestał istnieć. Przywódcy Centrum Politycznego zamierzali utworzyć samodzielne względem Moskwy państwo na Syberii, jednak już 21 stycznia 1920 r. stracili władzę w Irkucku na rzecz miejscowych bolszewików.
Eserowcami było wielu przywódców powstań chłopskich (m.in. Aleksandr Antonow – przywódca powstania chłopskiego w guberni tambowskiej), a także m.in. Fanny Kaplan, która dokonała nieudanego zamachu na Lenina. Wygrana bolszewików skazała przywódców eserowców na emigrację albo prześladowania w RFSRR a później w ZSRR. Dotyczyło to również lewicowych eserów, którzy nie poparli pokoju brzeskiego i w lipcu 1918 wystąpili przeciwko bolszewikom (rewolucja lipcowa).
W 1922 przywódcy eserowców aresztowani przez CzK i OGPU zostali w procesie pokazowym skazani na śmierć lub długoletnie więzienie. Z uwagi na protesty działaczy socjalistycznych II Międzynarodówki wyroków śmierci nie wykonano. Żaden z sądzonych nie opuścił już jednak sowieckich więzień. Boris Sawinkow zwabiony do ZSRR i aresztowany przez OGPU, w 1925 według oficjalnej wersji popełnił samobójstwo, choć nie brak opinii, że został zamordowany w więzieniu. Ci, którzy przeżyli wielki terror lat trzydziestych, zostali zamordowani przez NKWD w egzekucjach na początku wojny niemiecko-sowieckiej, jesienią 1941 (m.in. Maria Spiridonowa).